# روس بيتي
روس بيتي (بالإنجليزية: Ross Beattie)‏ هو لاعب اتحاد الرغبي بريطاني، ولد في 15 نوفمبر 1977 في سيتينغبورن ‏ في المملكة المتحدة.

## وصلات خارجية
- روس بيتي على موقع دوري الرغبي الممتاز (الإنجليزية)
- روس بيتي عل موقع إسبنسكروم (الإنجليزية)
- روس بيتي على موقع ItsRugby.co.uk (الإنجليزية)